# Святой Аппиан

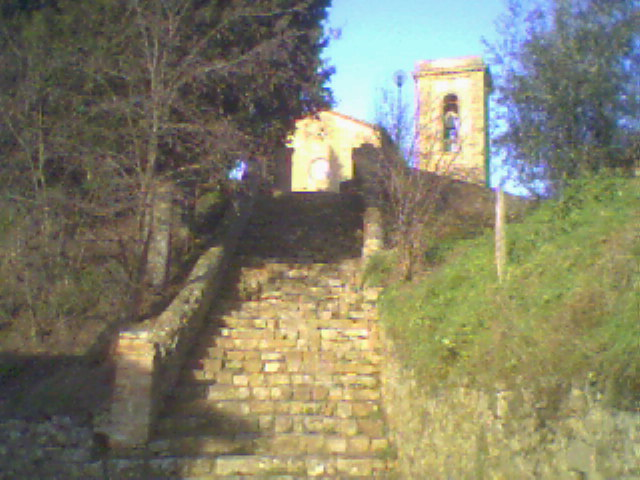
Крутая лестница, ведущая на вершину холма Сант-Аппиано

Аппиан (род. Генуя — сконч. 6 ноября) — святой просветитель в долине Вальдельса. День памяти — 6 ноября.
Согласно преданию, святой Аппиан был родом из Генуи. После своих проповедей он бежал от преследования в родном городе, чтобы обосноваться в устье реки Чечина и подняться на тамошний холм, где и поселился. Там он образовал первую христианскую общину, крестя многих верующих. Там он был погребён. В его честь холм получил название Сант-Аппиано.
В местном мартирологе, хранящемся в библиотеке монастыря Сан-Луккезе в Поджибонси, 6 ноября указывается в качестве праздничного дня, посвященного святому Аппиану (день его кончины).